# Torben Nielsen (fodboldspiller)
 For alternative betydninger, se Torben Nielsen. (Se også artikler, som begynder med Torben Nielsen)
Torben Nielsen (født 7. december 1945 på Frederiksberg) var en dansk fodboldspiller som spillede i B 1903 fram til 1972, hvorefter han blev var professionel i tyske FSV Mainz 05 (1972-1974) og FK Pirmasens i 2. Bundesliga Süd (1974-1976) og svenske Helsingborgs IF (1976-1979). Han spillede i perioden 1969-1972 26 landskampe for Danmark. Efter den aktive karriere blev han træner og var i Kastrup Boldklub 1981-1982. Han bosatte sig i Sverige og har der trænet flere klubber bl.a. dameholdet Linköping Kenty DFF.